# Чжао Сяолэй
Чжа́о Сяолэ́й (род. 3 августа 1966 года в провинции Хэйлунцзян, Китай) — бывший китайский фигурист, выступавший в танцах на льду с Си Хунъянь, а затем с Лю Луян, чемпион зимних Азиатских игр 1986 года.

## Спортивная биография
Первой партнёршей Чжао была молодая китаянка Си Хунъянь. Вместе с ней Чжао принял участие в зимних Олимпийских играх 1984 года в Сараево. Однако показать высокий результат китайской паре не удалось. По итогам трёх выступлений Чжао и Си заняли последнее 19-е место.
Со следующего сезона Чжао Сяолэй стал выступать в паре с Лю Луян. На чемпионате мира 1985 года китайская пара заняла 18-е место, обогнав пару из Австралии. В 1986 году в Саппоро прошли первые в истории зимние Азиатские игры. В соревнованиях в танцах на льду Чжао и Лю стали чемпионами. В 1988 году китайская пара приняла участие в зимних Олимпийских играх в Калгари. По итогам соревнований Чжао и Лю заняли 19-е место.

## Результаты
(с Лю Луян)
| Соревнование            | 1985 | 1986 | 1987 | 1988 | 1989 | 1990 | 1991 |
| Зимние Олимпийские игры |      |      |      | 19   |      |      |      |
| Чемпионаты мира         | 18   |      |      |      |      |      |      |
| Зимние Азиатские игры   |      | 1    |      |      |      |      |      |
| NHK Trophy              |      |      | 10   |      | 8    | 7    | 9    |